# Kelso Rugby Football Club
Il Kelso Rugby Football Club è una squadra scozzese di rugby a 15 che gioca a Kelso e disputa la  National League Division 1 (la seconda lega scozzese).

## Palmarès
- Campionati scozzesi: 2
1987-88, 1988-89